# Værløse BBK
Værløse Basketball Klub (også kendt som Værløse Basketball, Værløse BBK og VBBK) er en dansk basketballklub, som er hjemmehørende i Værløse. Klubben er underlagt DBBF og deres herrehold, Værløse Blue Hawks, spiller i Basketligaen, som er den øverste række i Danmark.
| Sport | Spire Denne artikel om sport er en spire som bør udbygges. Du er velkommen til at hjælpe Wikipedia ved at udvide den. |